# Środa Wielkopolska
Środa Wielkopolska (deutsch: Schroda, älter auch Neumarkt) ist eine Stadt  in der Woiwodschaft Großpolen in Polen und Sitz der gleichnamigen Stadt-und-Land-Gemeinde.

## Geschichte

### Stadtgeschichte
Die erste urkundliche Erwähnung des heutigen Środa Wielkopolska stammt aus dem Jahr 1234. Zwischen den Jahren 1253 und 1261 wurde dem Ort das Stadtrecht nach Magdeburger Recht unter dem Stadtnamen Neumarkt verliehen.
Die Blütezeit Schrodas waren das 15. und das 16. Jahrhundert. Der Zweite (1655–1661) und der Dritte Nordische Krieg (1700–1721) behinderten die Entwicklung der Stadt. Während letzteren wurde sie von den Schweden 1707 zerstört. Bei der Zweiten Teilung Polens kam die Stadt 1793 an Preußen. Zu dieser Zeit gab es ein Rathaus, zwei Kirchen, eine Kapelle sowie ein Kloster. 1807 bis 1815 war die Stadt Teil des Herzogtums Warschau, danach wurde sie wieder preußisch und zum Sitz des Landkreises Schroda.
1842 wurde eine Post, 1870 eine Telegraphenstation eingerichtet. Fünf Jahre darauf erfolgte der Anschluss an das Schienennetz zwischen Posen und Kreuzburg. Nach dem Ersten Weltkrieg wurde die Stadt 1919 Teil des wiederentstandenen Polens.
Am ersten Tag des Zweiten Weltkrieges wurden der Bahnhof und die Zuckerfabrik von der deutschen Luftwaffe bombardiert. Die Besetzung durch Hitlerdeutschland endete am 23. Januar 1945.
Bis 1967 hieß die Stadt polnisch Środa, danach wurde der Zusatz „Wielkopolska“ (Großpolnisch) angefügt. Wörtlich übersetzt heißt der Ortsname Mittwoch. Zwischen den Verwaltungsreformen war sie 1975 bis 1998 Teil der Woiwodschaft Posen, jetzt ist sie Teil der Woiwodschaft Großpolen.

### Einwohnerentwicklung
Bei der Angliederung an Preußen 1793 wurde eine Aufstellung über die Größe der Stadt gemacht. Dabei wurden 215 Häuser gezählt, wovon 100 innerhalb der Stadt zu finden waren, die übrigen sich in vier Vorsiedlungen befanden. Dort lebten 1009 Menschen, davon 556 Männer. Nach Religionen aufgeteilt wurden 897 Katholiken, 102 Juden und zehn Evangelische gezählt. Im Jahr 1800 war die Bevölkerung auf 1217 angewachsen. 1890 waren von den 4988 Einwohnern 4164 katholisch, 257 jüdisch und 562 evangelisch.
Nachfolgend die Einwohnerentwicklung graphisch:

### Partnerschaften
Die Stadt unterhält Partnerschaften mit folgenden Städten bzw. Gemeinden:
- Vitré, Frankreich[5]
- Kralupy nad Vltavou, Tschechien
- Hennigsdorf, Deutschland[6]
- Mohyliw-Podilskyj, Ukraine

## Sehenswürdigkeiten

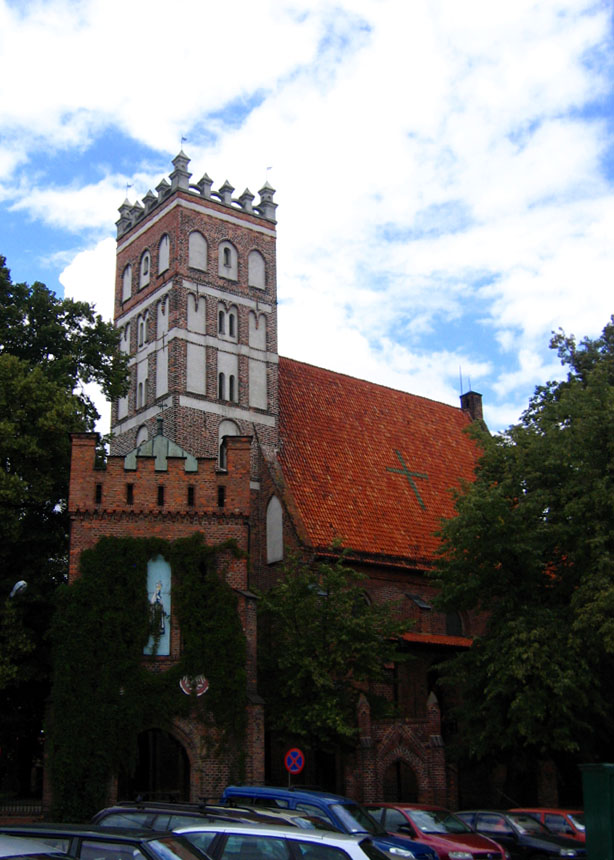
Stiftskirche

- Sehenswert ist die zwischen 1423 und 1428 errichtete spätgotische Kirche, welche Ende des 15./Anfang des 16. Jahrhunderts wieder aufgebaut wurde. Neben der Kirche befindet sich eine zwischen 1598 und 1602 errichtete Kapelle der Familie Gostomski im Stil der Spätrenaissance. Der neogotische Glockenturm aus dem Jahr 1869 verdient Beachtung.
- Zwischen 1883 und 1888 entstand eine neoromanische evangelische (heute katholische) Kirche.
- Ferner ist ein Wasserturm aus den Jahren 1910/1911 der Beachtung wert.

## Gemeinde
Die Stadt-und-Land-Gemeinde (gmina miejsko-wiejska) Środa Wielkopolska hat eine Fläche von 207,1 km² mit nahezu 33.000 Einwohnern. Zur Gemeinde gehören eine Reihe kleinerer Ortschaften, die in 34 Schulzenämter zusammengefasst sind.

## Wirtschaft und Infrastruktur

### Industrie
Es gibt ein Karosseriewerk von Solaris Bus & Coach, inzwischen ein Teil des Schienenfahrzeugherstellers Stadler Rail.

### Verkehr
Am südlichen Ende der Stadt verläuft von Südosten nach Nordwesten die Landesstraße 11 (droga krajowa 11). Nach etwa 23 Kilometern führt diese zur Autostrada A2. Die A2 verläuft in Ost-West-Richtung etwa neun Kilometer nördlich der Stadt. In südlicher Richtung führt die Staatsstraße DK11 nach etwa 33 Kilometern nach Jarocin. Ferner verläuft die Woiwodschaftsstraße DW432 durch Środa Wielkopolska, die Września im Nordosten mit Śrem im Südwesten verbindet.
Die Stadt liegt an der Bahnstrecke Kluczbork–Poznań, früher bestand außerdem die Schrodaer Kreisbahn.
Der nächste internationale Flughafen ist der ca. 40 Kilometer nordwestlich gelegene Flughafen Posen.

## Persönlichkeiten

### Söhne und Töchter der Stadt
- Franz Mertens (1840–1927), polnisch-österreichischer Mathematiker
- Emil Thomas (1858–1923), klassischer Philologe
- Georg Küntzel (1870–1945), Historiker
- Adolf Sommerfeld (1870–1943), Schriftsteller, Dramaturg, Drehbuchautor und Filmregisseur
- Arthur Schmidt-Kügler (1883–unbekannt), Verwaltungsjurist und Regierungspräsident
- Kurt Kaul (1890–1944), SS-Gruppenführer und Generalmajor der Polizei
- Arthur Greiser (1897–1946), Gauleiter der NSDAP im Reichsgau Wartheland
- Friedemann Berger (1940–2009), Schriftsteller
- Hans Stumpfeldt (1941–2018), Sinologe
- Klaus von Klitzing (* 1943), Physiker und Nobelpreisträger
- Magdalena Jagelke (* 1974), polnische Autorin
- Rafał Wieruszewski (* 1981), polnischer Sprinter
- Monika Buczkowska (* 1992), polnische Opernsängerin, Sopran

### Weitere Persönlichkeiten, die mit der Stadt in Verbindung stehen
- Karl Kubicki (1824–1902), Kaufmann und Mitglied des Deutschen Reichstags
- Heinrich Winchenbach (1837–1929), Senatspräsident am Reichsgericht
- Ludwig von Jazdzewski (1838–1911), polnischer katholischer Theologe und Politiker